# Макрицкий, Александр Петрович
Алекса́ндр Петро́вич Макри́цкий (бел. Аляксандр Пятровіч Макрыцкі; род. 11 августа 1971, Минск) — белорусский хоккеист, левый защитник. Выступал за сборную Белоруссии и различные клубы России и Белоруссии. Заслуженный мастер спорта Республики Беларусь (2002). Ныне тренер.

## Биография
Дебютировал в 1991 году за новополоцкий клуб «Химик-СКА». Далее играл за минский клуб «Динамо» («Тивали»). Играл в чемпионате России за клубы «Авангард» (Омск), «Лада» (Тольятти), «Нефтехимик» (Нижнекамск), «Северсталь» (Череповец), «Динамо-Энергия» (Екатеринбург), «Крылья Советов» (Москва), «Химик» (Воскресенск). Играл также в чемпионате Германии и белорусской экстралиге за клубы «Гомель», «Динамо» (Минск), «Керамин» (Минск), «Шахтёр» (Солигорск) и «Металлург» (Жлобин), в КХЛ за клуб Динамо Минск.

### Национальная сборная
В сборной Белоруссии дебютировал в 1994 году. Участвовал на чемпионатах мира 2000, 2003, 2005, 2006, 2007, 2008, 2009, 2010, Олимпийских играх 2002 и 2010. За сборную сыграл 152 матча и набрал 30 очков (8 шайб и 22 передачи).

## Достижения
- 1993 — чемпион Белоруссии.
- 1994 — чемпион Белоруссии.
- 1995 — чемпион Белоруссии.
- 1996 — чемпион МХЛ.
- 1997 — серебряный призёр чемпионата России.
- 2006 — серебряный призёр чемпионата Белоруссии.
- 2007 — чемпион Белоруссии.
- 2008 — чемпион Белоруссии.
- 2009 — победа в кубке Шпенглера.

## Награды и звания
- Заслуженный мастер спорта Республики Беларусь (24 мая 2002)[2]
- Медаль «За трудовые заслуги» (15 января 2014)[3]